# Voultegon
Voultegon ist ein Ort und ehemalige Gemeinde mit 593 Einwohnern (Stand: 1. Januar 2017) im französischen Département Deux-Sèvres in der Region Nouvelle-Aquitaine. Sie gehörte zum Arrondissement Bressuire. Die Bewohner werden Voultegonnais und Voultegonnaises genannt.
Der Erlass des Präfekten vom 14. September 2012 legte mit Wirkung zum 1. Januar 2013 die Eingliederung von Voultegon als Commune déléguée zusammen mit der früheren Gemeinde Saint-Clémentin zur Commune nouvelle Voulmentin fest.

## Geografie

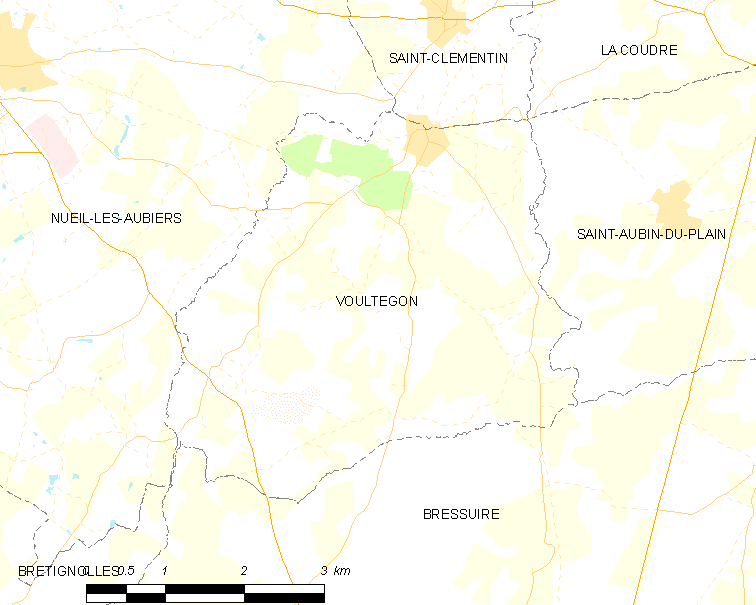
Karte von Voultegon

Voultegon liegt etwa zehn Kilometer nordnordwestlich von Bressuire und etwa 68 Kilometer nördlich von Niort in der Région naturelle der Bocage bressuirais in der historischen Provinz des Poitou. Das Ortsgebiet befindet sich im Einzugsgebiet der Loire und wird entwässert vom Argenton und von seinen Nebenflüssen, dem Dolo, der es im Osten begrenzt, dem Ruisseau de l’Épinais, dem Ruisseau de Vrillé, der es im Süden begrenzt, dem Ruisseau de la Motte Primard und vom Ruisseau de Ridjeu, die es im Westen begrenzen.
Das Bodenrelief ist relativ flach mit Höhen außerhalb der Flusstäler über 100 m. Das Ortszentrum liegt auf etwa 117 m. Die höchste Erhebung wird im Süden mit 176 m, die tiefste Erhebung des Orts wird im Osten mit 94 m beim Austritt des Dolo aus dem Ortsgebiet gemessen.
Umgeben wird Voultegon von vier Nachbargemeinden und der Commune déléguée von Voulmentin:
|                   | Saint-Clémentin (Voulmentin)                | Argentonnay (Berührungspunkt) |
| Nueil-les-Aubiers | Kompassrose, die auf Nachbargemeinden zeigt | Saint-Aubin-du-Plain          |
|                   | Bressuire                                   |                               |

## Etymologie und Geschichte
Frühe Formen des Ortsnamens waren: Vultaconnum vicum Piclavensem (vor 900), Vulleguntum (gegen 1110), Sanctus Petrus de Vultegunt (1123), Wultogonum (1207), Vecogunt oder Vultus Hugonis (1300), Voultegon (1402), Votegon (1437), Vetegon (1621), Voutegon (1648, 1793 und 1801).
Die Pfarrgemeinde war dem Dekanat von Bressuire, dem Baronat von Argenton, der Élection von Thouars und der Sénéchaussée von Poitiers angegliedert.

## Bevölkerungsentwicklung
| Voultegon: Einwohnerzahlen von 1793 bis 2017                                                                               | Voultegon: Einwohnerzahlen von 1793 bis 2017 | Voultegon: Einwohnerzahlen von 1793 bis 2017 | Voultegon: Einwohnerzahlen von 1793 bis 2017 | Voultegon: Einwohnerzahlen von 1793 bis 2017 |
| --- | -------------------------------------------- | -------------------------------------------- | -------------------------------------------- | -------------------------------------------- |
| Jahr |                                              |                                              |                                              | Einwohner                                    |
| 1793 | 1793                                         |                                              | 620                                          | 620                                          |
| 1800 | 1800                                         |                                              | 290                                          | 290                                          |
| 1806 | 1806                                         |                                              | 352                                          | 352                                          |
| 1821 | 1821                                         |                                              | 410                                          | 410                                          |
| 1831 | 1831                                         |                                              | 409                                          | 409                                          |
| 1836 | 1836                                         |                                              | 424                                          | 424                                          |
| 1841 | 1841                                         |                                              | 467                                          | 467                                          |
| 1846 | 1846                                         |                                              | 484                                          | 484                                          |
| 1851 | 1851                                         |                                              | 494                                          | 494                                          |
| 1856 | 1856                                         |                                              | 508                                          | 508                                          |
| 1861 | 1861                                         |                                              | 600                                          | 600                                          |
| 1866 | 1866                                         |                                              | 544                                          | 544                                          |
| 1872 | 1872                                         |                                              | 568                                          | 568                                          |
| 1876 | 1876                                         |                                              | 573                                          | 573                                          |
| 1881 | 1881                                         |                                              | 585                                          | 585                                          |
| 1886 | 1886                                         |                                              | 629                                          | 629                                          |
| 1891 | 1891                                         |                                              | 629                                          | 629                                          |
| 1896 | 1896                                         |                                              | 625                                          | 625                                          |
| 1901 | 1901                                         |                                              | 602                                          | 602                                          |
| 1906 | 1906                                         |                                              | 557                                          | 557                                          |
| 1911 | 1911                                         |                                              | 572                                          | 572                                          |
| 1921 | 1921                                         |                                              | 509                                          | 509                                          |
| 1926 | 1926                                         |                                              | 528                                          | 528                                          |
| 1931 | 1931                                         |                                              | 530                                          | 530                                          |
| 1936 | 1936                                         |                                              | 526                                          | 526                                          |
| 1946 | 1946                                         |                                              | 531                                          | 531                                          |
| 1954 | 1954                                         |                                              | 525                                          | 525                                          |
| 1962 | 1962                                         |                                              | 558                                          | 558                                          |
| 1968 | 1968                                         |                                              | 546                                          | 546                                          |
| 1975 | 1975                                         |                                              | 448                                          | 448                                          |
| 1982 | 1982                                         |                                              | 426                                          | 426                                          |
| 1990 | 1990                                         |                                              | 443                                          | 443                                          |
| 1999 | 1999                                         |                                              | 484                                          | 484                                          |
| 2006 | 2006                                         |                                              | 532                                          | 532                                          |
| 2013 | 2013                                         |                                              | 587                                          | 587                                          |
| 2017 | 2017                                         |                                              | 593                                          | 593                                          |
| Quelle(n): EHESS/Cassini bis 1999, INSEE ab 2006 Anmerkung(en): Ab 1962 offizielle Zahlen ohne Einwohner mit Zweitwohnsitz |                                              |                                              |                                              |                                              |

## Sehenswürdigkeiten
- Herrenhaus La Roche-Jaquelin aus dem 15. Jahrhundert, seit 1941 in Teilen als Monument historique eingeschrieben
- Landgut La Dubrie aus dem 16. Jahrhundert, seit 1991 in Teilen als Monument historique eingeschrieben
- Kirche Saint-Pierre mit einer Nordwand aus dem 10. Jahrhundert
- Römische Brücke über den Argenton